# Tohatsu
La compagnie japonaise Tohatsu est la deuxième plus grande productrice de moteurs hors-bord dans le monde.
Fondé en 1922, elle fabrique des moteurs 4 temps et 2 temps à injection directe.
Tohatsu confectionne tous les moteurs pour Mercury Marine de la gamme du 2,5 ch au 115 ch.
Tohatsu conçoit aussi tous les moteurs hors-bord Nissan pour le Canada et les États-Unis.

## Histoire

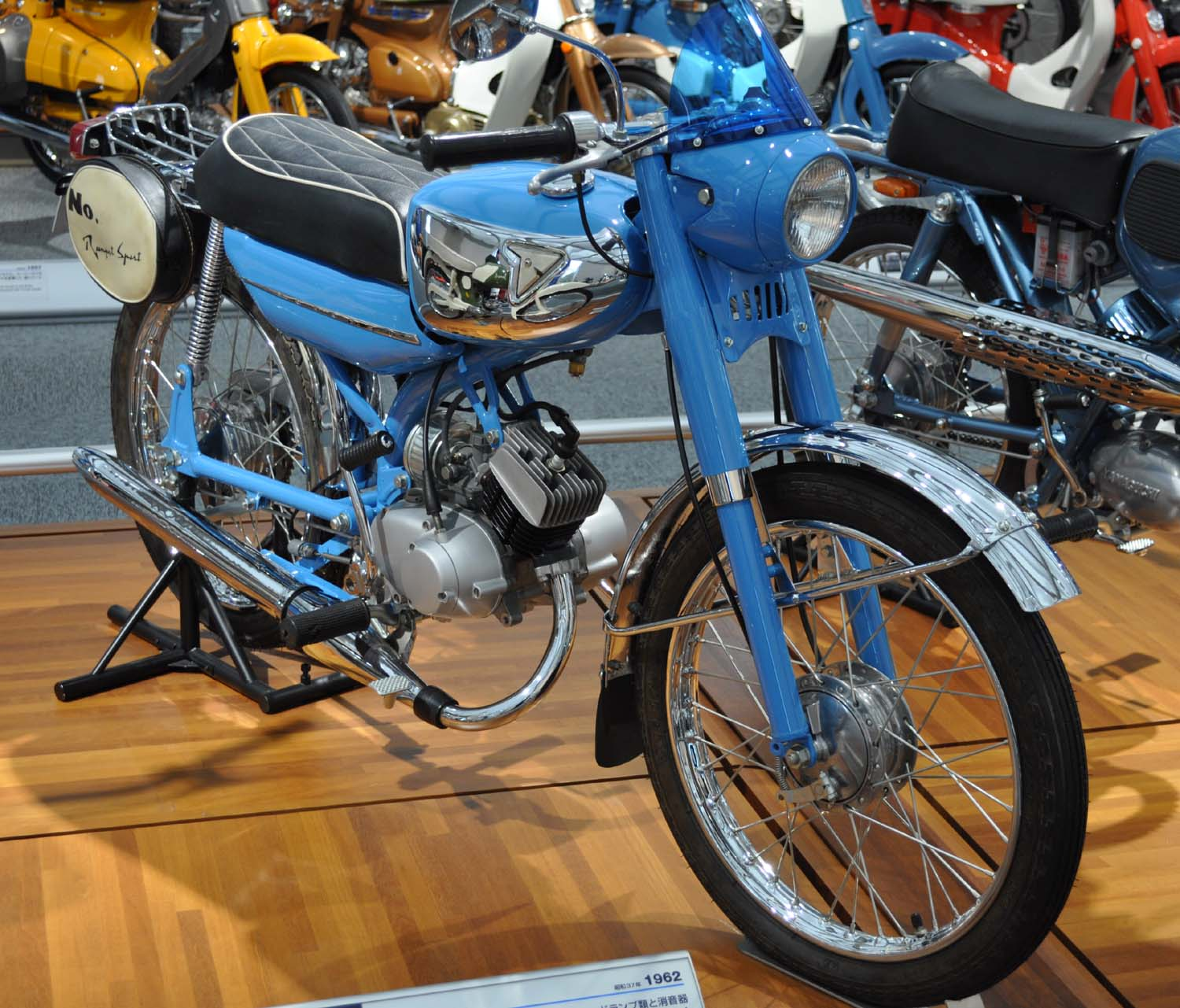
Motocyclette Tohatsu Runpet Sports (1962).
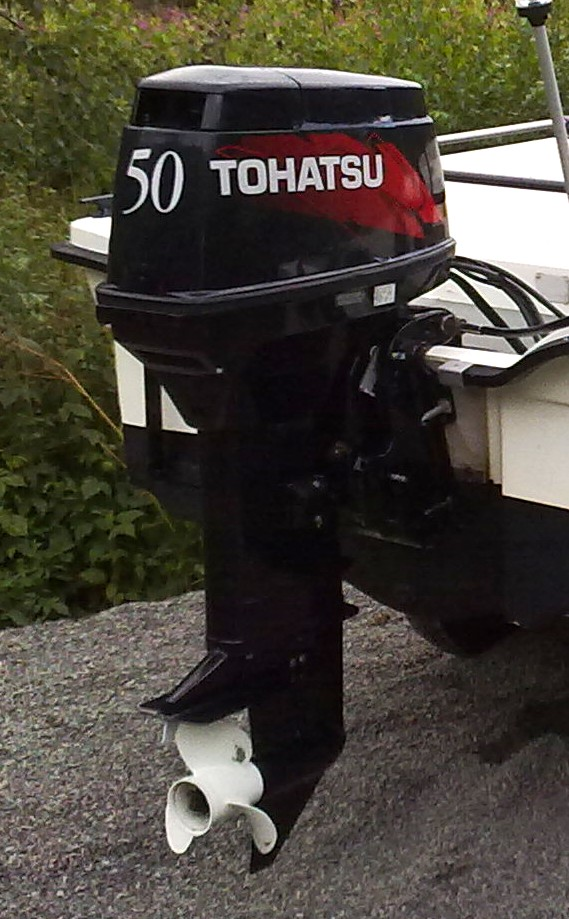
Moteur hors-bord Tohatsu 50 ch (1997).